# Cosmethis basiflava
Cosmethis basiflava là một loài bướm đêm trong họ Geometridae.